# Matusevich Glacier
Matusevich Glacier är en glaciär i Antarktis. Den ligger i Östantarktis. Australien gör anspråk på området. Matusevich Glacier ligger 135 meter över havet.
Terrängen runt Matusevich Glacier är kuperad åt sydost, men åt nordväst är den platt. Trakten är obefolkad. Det finns inga samhällen i närheten. 